# Бечвая, Владимир Константинович
Владимир Константинович Бечвая (15 января 1911 года, село Диди-Чкони, Сенакский уезд, Кутаисская губерния, Российская империя — неизвестно, Грузинская ССР) — председатель исполнительного комитета Гульрипшского районного Совета депутатов трудящихся, Абхазская АССР, Грузинская ССР. Герой Социалистического Труда (1951). 

## Биография
Родился в 1911 году в крестьянской семье в селе Диди-Чкони Сенакского уезда. С раннего возраста трудился в сельском хозяйстве. После получения высшего образования трудился на различных должностях в народном хозяйстве Грузинской ССР. В июне 1941 года призван в Красную Армию по мобилизации. Служил младшим политруком. После демобилизации возвратился в Грузинскую ССР, где был избран председателем Гульрипшского райисполкома.
В послевоенные годы занимался восстановлением сельского хозяйства в Гульрипшском районе. Благодаря его деятельности сельскохозяйственные предприятия района за короткое время достигли довоенного уровня производства. В 1949 году обеспечил перевыполнение в целом по району плана сбора цитрусовых плодов на 22,5 %. Указом Президиума Верховного Совета СССР от 19 апреля 1951 удостоен звания Героя Социалистического Труда за «перевыполнение плана сбора урожая цитрусовых плодов в 1950 году» с вручением ордена Ленина и золотой медали «Серп и Молот» (№ 5840).
Этим же указом званием Героя Социалистического Труда были награждены первый секретарь Гульрипшского райкома Валериан Николаевич Джикия, заведующий отделом сельского хозяйства Николай Соломонович Качарава и главный районный агроном Леван Васильевич Коркия.
После выхода на пенсию проживал в Абхазской АССР. Дата смерти не установлена.
Награды
- Герой Социалистического Труда
- Орден Ленина
- Медаль «За оборону Кавказа» (01.05.1944)